# John Lewis (arbitre)
Pour les articles homonymes, voir John Lewis et Lewis.
 (janvier 2020).
Si vous disposez d'ouvrages ou d'articles de référence ou si vous connaissez des sites web de qualité traitant du thème abordé ici, merci de compléter l'article en donnant les références utiles à sa vérifiabilité et en les liant à la section « Notes et références ».
John Lewis, né le 30 mars 1855 à Market Drayton et mort le 13 janvier 1926, était un arbitre anglais de football. Il est également responsable du centre de formation du club de Blackburn Rovers Football Club. Il fonde en 1878 la Lancashire County Football Association, une instance régionale de football.

## Carrière
Il a officié dans des compétitions majeures : 
- Coupe d'Angleterre de football 1894-1895 (finale) ;
- Coupe d'Angleterre de football 1896-1897 (finale) ;
- Coupe d'Angleterre de football 1897-1898 (finale) ;
- JO 1908 (finale) ;
- JO 1920 (deux matchs dont la finale).